# Oana Petrovschi
Oana Petrovschi, (Bârlad, 5 de fevereiro de 1986) é uma ex-ginasta romena que competiu em provas de ginástica artística.
Nascida em Bârlad, Oana iniciou no desporto aos sete anos de idade, inspirada na compatriota, a ginasta Andreea Raducan. Sua estreia em competições internacionais, deu-se em 2002, no Europeu de Patras. Nele, encerrou na quinta posição no individual geral e medalhista de bronze no salto, ao somar 9,131 pontos. No Campeonato Mundial de Debrecen, fora vice-campeã nas barras assimétricas, somando 9,525 pontos; a norte-americana Courtney Kupets foi a campeã do aparelho. Como último evento do ano, deu-se a etapa de Stuttgart da Copa do Mundo, do qual terminou medalhista de ouro nas paralelas assimétricas. No ano seguinte, uma lesão a retirou da equipe que disputaria as Olimpíadas de Atenas, em 2004. Com isso, aposentou-se do desporto por definitivo. Após, casou-se com o romeno Florin Nicolae, com quem tem um filho, nascido em 2009.